# Open Season 2
Open Season 2 (bra: O Bicho Vai Pegar 2; prt: Boog & Elliot 2) é um filme de animação americano de 2008 do gênero comédia, sendo a sequência do filme de animação de 2006, Open Season. O longa foi produzido pela Sony Pictures Animation e contou com a direção de Matthew O'Callaghan. O filme ainda conta com as vozes de Joel McHale, Mike Epps, Billy Connolly, Jane Krakowski e Crispin Glover.

## Enredo
O filme se passa no início da primavera, um ano após os acontecimentos do primeiro filme. Desta vez, o azarado cervo Elliot vive se gabando devido ao crescimento de seus chifres novamente. E a maior novidade é que finalmente se casará com a amada Giselle. Feliz da vida, o inesperado acontece: Seus chifres acabam por quebrar em uma de suas "sessões de gabamento", inesperadamente uma hora antes de seu casamento. Elliot acha que ficar "dechifrado" é um tremendo sinal de azar. Enquanto isso, o Sr. Salsicha leva uma vida tranquila na floresta, desde que conseguiu se livrar dos carinhos de sua dona pegajosa. Só que a dona do Salsicha o reencontra e o levá para um acampamento. Elliot vê toda a cena e acredita que Salsicha foi "sequestrado".
Agora, Elliot, Boog, McSquizzy, Giselle e o resto da trupe de animais vão ao resgate do amigo cão, que vai ter de lidar com a inesperada presença de Fifi, um poodle macho e fofo, mas dominador e estressado. Fifi odeia os "animais selvagens" e fará de tudo para Salsicha se tornar domesticado novamente.

## Produção
Sony anunciou a sequencia do filme,em setembro de 2007. Embora, o original arrecadou $85 milhões e $105 milhões fora dos Estados Unidos, a Sony sentiu que o desempenho do filme foi muito melhor em DVD, assim, fazer uma sequela somente lançada em DVD.Presidente da Sony Pictures Digital disse que "o estúdio vai manter O Bicho vai Pegar 2 de baixos custos, utilizando Imageworks, instalações de satélite 'na Índia e no Novo México".

## Vozes
| Elliot                | Joel McHale     |
| Boog                  | Mike Epps       |
| Salsicha (Mr. Weenie) | Cody Cameron    |
| Giselle               | Jane Krakowski  |
| McSquizzy             | Billy Connolly  |
| Fifi                  | Crispin Glover  |
| Serge                 | Danny Mann      |
| Roberto               | Steve Schirripa |
| Stanley               | Fred Stoller    |
| Charlene              | Olivia Hack     |
| Rufus                 | Diedrich Bader  |
| Buddy Deni Ian        | Maddie Taylor   |

## Lançamento
Mesmo sendo programado para ser realizado direto para o DVD, em alguns países o filme foi lançado nos cinemas. Não é o caso do Brasil e dos Estados Unidos, mas poucos países exibiram o filme nos cinemas, sem o intuito de render bilheterias oficiais, visto que o longa fora feito para ser lançado logo para o DVD. Na África do Sul no dia da estreia, o filme arrecadou $84,244 a partir de 26 telas com uma média $2.081. Na Rússia, que abriu com $2,835,600 de 360 telas com uma média de $ 7.877.Na Polónia, foi inaugurado com $194,339 de 75 telas com uma média $2.591.No total, o filme arrecadou $8,716,950.

## Sequência
A sequencia foi O Bicho Vai Pegar 3 estreou nos cinemas da Rússia em 21 de outubro de 2010 e foi lançado em DVD e Blu-ray nos Estados Unidosem 25 de janeiro de 2011.